# Signe Seidel
Signe Seidel (* 18. April 1940 in Innsbruck) ist eine österreichische Schauspielerin.

## Leben
Die gebürtige Tirolerin erhielt ihre künstlerische Ausbildung am Wiener Max Reinhardt Seminar und begann anschließend zu Beginn der 60er Jahre ihre Theaterlaufbahn im Schweizerischen St. Gallen. Es folgten drei Jahre am Theater in der Josefstadt in Wien, seit 1966 arbeitete sie freischaffend. Signe Seidel unternahm auch zahlreiche Gastspielreisen.
Zwischen Mitte der 60er und Mitte der 70er Jahre wirkte sie in einer Reihe von deutschen Fernsehproduktionen mit. Dabei handelte es sich sowohl um Einzelproduktionen als auch um Gastrollen in beliebten Reihen und Serien (Das Kriminalmuseum, Der Kommissar, Hamburg Transit).
Signe Seidel war mit dem Regisseur Dietrich Haugk verheiratet, unter dessen Regie sie mehrfach gespielt hatte, und hat eine Tochter.

## Filmografie
- 1964: Boeing Boeing (TV)
- 1965: Der Raub der Sabinerinnen (TV)
- 1965: Minister gesucht
- 1966: Der Richter von London (TV)
- 1966: Adrian, der Tulpendieb (Fernsehserie, 6 Folgen)
- 1968: Das Kriminalmuseum (Folge: Das Goldstück)
- 1968: Der Monat der fallenden Blätter (TV)
- 1969–71: Der Kommissar (Fernsehserie, 2 Folgen)
- 1970: Sir Henry Deterding (TV)
- 1971: Hamburg Transit (Fernsehserie, 1 Folge)
- 1971: Arsène Lupin (Fernsehserie, 1 Folge)
- 1973: Gestern gelesen (Fernsehserie, 1 Folge)
- 1975: Parapsycho – Spektrum der Angst (Kinofilm)
- 1976: Ich will leben